# Matsumoto Pond
Der Matsumoto Pond ist ein Süßwassertümpel im ostantarktischen Viktorialand. Im South Fork des Wright Valley liegt er südlich des Dais Col und 2,2 km westlich des Don-Juan-Sees.
Das Advisory Committee on Antarctic Names benannte ihn 1997 nach dem japanischen Chemiker Genki I. Matsumoto, Mitglied von vier japanischer Mannschaften (1976–1977, 1981–1982, 1983–1984 und 1985–1986), die geophysikalische und geochemische Untersuchungen in den Gewässern der Antarktischen Trockentälern einschließlich des hier beschriebenen Tümpels unternommen hatten.